# Garnotia
Garnotia és un gènere de plantes de la família de les poàcies, ordre de les poals, subclasse de les commelínides, classe de les liliòpsides, divisió dels magnoliofitins.

## Taxonomia
- Garnotia asiatica Santos
- Garnotia caespitosa Santos
- Garnotia ciliata Merr.
- Garnotia erecta Santos
- Garnotia flexuosa Santos
- Garnotia fragilis Santos
- Garnotia gracilis Swallen
- Garnotia himalayensis Santos
- Garnotia khasiana Santos
- Garnotia mezii Janowski
- Garnotia mindanaensis Santos
- Garnotia patula (Munro) Benth.
- Garnotia solitaria Santos
- Garnotia stricta Brongn.

(vegeu-ne una relació més exhaustiva a Wikispecies)

## Sinònims
Berghausia Endl., 
Miquelia Arn. i Nees.